# Chlorocrambe
Chlorocrambe là chi thực vật có hoa trong họ Cải.